# Wilhelm Mauritz Pauli (1691–1758)
Wilhelm Mauritz Pauli, född 1 oktober 1691 på Forneby gård i Rasbokils socken i Uppsala län, död 1758 i Stockholm, var en svensk major, överjägmästare och entreprenör.
Wilhelm Mauritz Pauli var son till Gustaf Adolf Gustafsson Pauli och Katarina Wilhelmina von Post.
År 1726 fick privilegium för ett järnbruk i Karlstorps socken i nuvarande Jönköpings län. Platsen uppkallades efter grundaren (Pauliström).  Efter tio år hade Pauliströms bruk utvidgats med ytterligare en stångjärnssmedja i Storebro, en mil söder om Vimmerby. Storebro Bruk kunde bearbeta mer tackjärn än vad den egna masugnen kunde producera, och för att täcka behovet lät han 1748 uppföra Hagelsrums masugn vid Hagelsrum i Målilla socken. Han fick samtidigt privilegium för en masugn vid Vrånganäs i Gårdveda socken till stöd för stångjärnssmedjan i Pauliström. Vrånganäs masugn fungerade dåligt, och på hösten 1748 tvingades han avträda sina egendomar till fordringsägare.
Han bodde bland annat på Fluxerums sätesgård.
Han var första gången gift 1717 med friherrinnan Margareta Johanna Oxenstierna af Eka och Lindö [1686–1718) och andra gången 1720 med Brita Charlotta Strömfelt (1691–1751). Han var far till elva barn, med Brita Strömfelt bland andra Wilhelm Mauritz Pauli (1739–1800).